# Kroatiens håndboldlandshold (damer)
Kroatiens håndboldlandshold for kvinder er det kvindelige landshold i håndbold for Kroatien. Det repræsenterer landet i internationale håndboldturneringer. Holdet er siden 2023 blevet trænet af Ivica Obrvan og landsholdet reguleres af det kroatiske håndboldforbund Hrvatski rukometni savez.
I slutningen af 00'erne havde det kroatiske landshold for alvor blandet sig blandt den intertionale verdenstop. Med holdets ubestridte største stjerne Andrea Penezić, kvalificerede de sig til tre EM-mellemrunder i træk i årene 2006, 2008 og 2010 og endte sågar som nummer 7 ved VM 2011 i Brasilien. De kvalificerede sig også for første gang, til Sommer-OL 2012 i London, hvor de igen endte som nummer 7. Der gik dog flere år, før holdet for alvor kom tilbage på det førnævnte niveau. Nenad Šoštarić var med til at føre landsholdets til deres hidtil største resultat, da de mod alle forventninger og odds, sikrede landsholdets første bronzemedalje ved EM 2020 i Danmark.
Året efter kvalificerede man sig igen, efter 10 års fravær, til VM i kvindehåndbold 2021 i Spanien, hvor det kroatiske hold blev nummer 18.

## Resultater

### OL
- 2012: 7.-plads

### VM
- 1957 til 1990 – Som en del af Jugoslavien
- 1993 – Kvalificerede sig ikke
- 1995 – 10.-plads
- 1997 – 6.-plads
- 1999 – Kvalificerede sig ikke
- 2001 – Kvalificerede sig ikke
- 2003 – 14.-plads
- 2005 – 11.-plads
- 2007 – 9.-plads
- 2011 - 7.-plads
- 2021 - 18.-plads
- 2023: 14.-plads

### EM
- 1994 – 5.-plads
- 1996 – 6.-plads
- 1998 – Kvalificerede sig ikke
- 2000 – Kvalificerede sig ikke
- 2002 – Kvalificerede sig ikke
- 2004 – 13.-plads
- 2006 – 7.-plads
- 2008 – 6.-plads
- 2010: – 9.-plads
- 2012: – 13.-plads
- 2014: – 13.-plads
- 2016: – 16.-plads
- 2018: – 16.-plads
- 2020: –  Bronze
- 2022: – 10.-plads

## Nuværende trup
Den nuværende spillertrup under EM i kvindehåndbold 2024 i Schweiz/Østrig/Ungarn.
Landstræner: Ivica Obrvan
| Nr. | Navn                 | Position     | Kampe | Mål | Klub                          |
| --- | -------------------- | ------------ | ----- | --- | ----------------------------- |
| 1   | Lucija Bešen         | Målvogter    | 49    | 1   | RK Podravka Koprivnica        |
| 2   | Nikolina Zadravec    | Højre fløj   | 35    | 57  | RK Podravka Koprivnica        |
| 3   | Paula Posavec        | Venstre fløj | 85    | 119 | ŽRK "Zrinski" Čakovec         |
| 4   | Tina Barišić         | Venstre back | 18    | 41  | RK Podravka Koprivnica        |
| 5   | Iva Zrilić           | Playmaker    | 0     | 0   | RK Lokomotiva Zagreb          |
| 6   | Sara Šenvald         | Stregspiller | 31    | 26  | RK Podravka Koprivnica        |
| 8   | Stela Posavec        | Playmaker    | 73    | 125 | MKS Lublin                    |
| 10  | Dejana Milosavljević | Venstre back | 40    | 99  | HC Dunărea Brăila             |
| 12  | Ivana Kapitanović    | Målvogter    | 59    | 6   | CS Gloria Bistrița-Năsăud     |
| 17  | Katarina Ježić       | Stregspiller | 115   | 246 | HC Dunărea Brăila             |
| 23  | Katarina Pavlović    | Højre back   | 25    | 82  | CS Minaur Baia Mare           |
| 26  | Mia Brkić            | Stregspiller | 14    | 14  | RK Podravka Koprivnica        |
| 35  | Josipa Mamić         | Venstre fløj | 24    | 39  | RK Podravka Koprivnica        |
| 38  | Katja Vuković        | Venstre fløj | 0     | 0   | RK Podravka Koprivnica        |
| 40  | Tena Petika          | Venstre back | 19    | 29  | OGC Nice Côte d'Azur Handball |
| 43  | Klara Birtić         | Højre back   | 13    | 25  | RK Podravka Koprivnica        |
| 45  | Iva Bule             | Playmaker    | 0     | 0   | RK Dalmatinka                 |
| 88  | Kristina Prkačin     | Venstre back | 44    | 38  | RK Podravka Koprivnica        |

### Tidligere kendte spillere
| - Klaudija Bubalo - Snježana Petika - Barbara Stančin - Nataša Kolega - Adriana Prosenjak - Sanela Knezović - Maida Arslanagić - Dijana Jovetić - Jelena Grubišić - Miranda Tatari - Anita Gaće - Lidija Horvat | - Maja Zebić - Nikica Pušić-Koroljević - Ivana Lovrić - Andrea Penezić - Marta Žderić - Vesna Milanović-Litre - Andrea Čović - Ivana Jelčić - Kristina Elez |